# Acharya Tulsi
L'Acharya Tulsi, né à Ladnun (en) au Rajasthan en Inde le 20 octobre 1914 et mort le 23 juin 1997, est un érudit du jaïnisme, chef d'un ordre religieux dans la branche shvetambara.

## Biographie
L'Acharya Tulsi a été reconnu Ganadhipati, c'est-à-dire le Supérieur de tous les moines-ascètes dans notre ère, titre jamais conféré jusqu'à présent. Il a beaucoup œuvré pour que tout un chacun ait à cœur de connaître les écritures du jaïnisme et applique ses valeurs. Il a reçu en 1993 l'Award national Indira Gandhi pour son travail d'éducation. L'Acharya Tulsi a essayé de faire prendre à un maximum de laïcs les vœux mineurs du jaïnisme, et, il a converti à la vie d'ascète-moine de nombreux croyants également. Le chiffre de 500 000 laïcs convertis est évoqué. Comme les leaders contemporains du jaïnisme, il a voulu mettre une touche de modernité dans sa religion. L'Acharya Tulsi a aussi traduit de nombreux textes jaïns en hindi mais aussi en anglais ; il a publié des livres pour expliquer au plus grand nombre les principes de sa religion. Il a également créé un ordre de prédicateurs pour aller en dehors de l'Inde, les samanas et samanis.